# Leesburg, Florida
Leesburg är en stad (city) i Lake County, i delstaten Florida, USA. Enligt United States Census Bureau har staden en folkmängd på 20 390 invånare (2011) och en landarea på 79,8 km².